# 板舟権
板舟権（いたぶねけん）は、東京日本橋にあった魚河岸で、江戸時代以降、認められていた権利。
日本橋魚河岸で魚類を販売するのに、市場区域内、西側3尺のところへ、幅1尺、長さ5、6尺の平板をならべたが、これを「板舟」といった。
また海から運んできた魚類を陸揚げするため河岸でいったん艀舟に積んだが、この艀舟を「平田舟」といった。
板舟をならべる権利、平田舟を利用する権利は営業権の象徴として売買、譲渡、さらには賃貸までされるようになり、相当高価なものになっていた。
魚河岸が築地に移転するに際して旧日本橋魚河岸の営業者らはこの権利を失うことになり、東京市がこれを賠償すべきか否かが問題となり、ついには1928年夏、疑獄まで引き起こされた。